# A458 road
Die A458 road (englisch für Straße A458) ist eine fast durchgehend als Primary route ausgewiesene Fernverkehrsstraße in England und Wales, die von Halesoven nahe dem M5 motorway über Stourbridge (von dort ab als Primary route) über Bridgnorth (hier wird die A442 road gekreuzt) und Much Wenlock zunächst nach Shrewsbury führt. Anschließend quert sie zunächst den Severn, kreuzt nach den westlichen Vororten von Shrewsbury in einem Kreisverkehr die A5 road, und überschreitet vor Middletown die Grenze zu Wales. Nordöstlich von Welshpool (walisisch Y Trallwng) trifft sie auf die A483 road. Mit dieser hat sie einen kurzen gemeinsamen Verlauf, zweigt dann aber nach Westen ab, kreuzt in Welshpool die A490 road und nimmt westlich von Llanfair Caereinion, dem Endpunkt der Welshpool and Llanfair Light Railway, die von Nordosten kommende A495 road auf. Auf ihrem weiteren Verlauf durch Powys passiert die Straße Llangadfan und endet schließlich in Mallwyd im Tal des River Dyfi an der A470 road.